# Dolichoderus coquandi
Dolichoderus coquandi är en myrart som beskrevs av Théobald 1937. Dolichoderus coquandi ingår i släktet Dolichoderus och familjen myror. Inga underarter finns listade i Catalogue of Life.